# Sidsel Ben Semmane
Sidsel Ben Semmane (ur. 9 października 1988) – duńska piosenkarka znana od 2017 roku pod pseudonimem Sémmane. W 2006 roku wygrała konkurs Dansk Melodi Grand Prix, po czym reprezentowała Danię na Konkursie Piosenki Eurowizji w 2006 roku w Atenach. Ostatecznie zajęła w nim 18. miejsce.

## Życiorys i kariera

### Dzieciństwo i początki kariery
Sidsel Ben Semmane urodziła się 9 października 1988 roku. Pochodzi z niewielkiej miejscowości Adslev w Gminie Hørning na południe od Aarhus. W wieku ośmiu lat wstąpiła do lokalnego chóru dziecięcego, który miał także występy za granicą. W wieku jedenastu lat po raz pierwszy wystąpiła na scenie solo. Później kształciła się w szkole muzycznej w Aarhus. W 2005 roku wzięła udział w konkursie szkół muzycznych w Aarhus, gdzie zagrała w musicalu „Demokraten”.

### Występ w Konkursie Piosenki Eurowizji
W 2006 roku w wieku 18 lat wzięła udział w Dansk Melodi Grand Prix – eliminacjach do Konkursu Piosenki Eurowizji. 11 lutego 2006 w Aalborgu odbyła się dwuetapowy finał selekcji, w którym wzięło udział dziesięciu uczestników: Søren Poppe & Lene Matthiesen Nørrelykke Writers/composer(s): Andreas Mørck, Søren Poppe & Jacob Launbjerg, Danni Elmo, Kristine Blond, Trine Jepsen & Christian Bach, David Mader, Neighbours, Kim Schwartz, Sidsel Ben Semmane, Jørgen Thorup i Claus Hasfeldt. W drugiej rundzie głosowania telewidzów wystąpili: Poppe & Mathiesen, Neighbours, Schwartz, Elmo oraz Semmane, która ostatecznie wygrała eliminacje z utworem „Twist of Love” autorstwa Nielsa Drevsholta, otrzymując w sumie 48 punktów od widzów.
W związku z zajęciem miejsca w pierwszej dziesiątce rok wcześniej, duńska reprezentantka nie musiała brać udziału w półfinale i miała gwarantowane miejsce w finale. Kraj zachował jednak prawo głosu w rundzie półfinałowej. W finale, który odbył się 20 maja w Olympic Indoor Hall w Atenach, Semmane zaprezentowała się jako dziewiąta. Otrzymała 26 punktów (wszystkie od krajów nordyckich), dzięki którym zakończyła udział na 18. miejscu.

### Dalsza kariera
29 maja 2006 roku Semmane wydała swój pierwszy album zatytułowany „Where Are My Shoes?”. Wykonuje w nim utwory będące znanymi przebojami, głównie w latach 50. i 60. XX wieku, np. „Do You Love Me (Now That I Can Dance)”. W albumie znalazły się też takie utwory, jak „Back In The U.S.S.R”, „Locomotion”, „Shout” oraz jej piosenka z Eurowizji pt. „Twist of Love”.
Od 2013 roku zaczęła występować na scenie pod pseudonimem artystycznym Miss Lil' Ben.
W 2017 roku podpisała umowę z niemiecką wytwórnią What We Call Records i wydała swój debiutancki singiel „Nobody's Prey” pod nowym pseudonimem Sémmane.